# Valdunquillo (kommunhuvudort)
Valdunquillo är en kommunhuvudort i Spanien.   Den ligger i provinsen Provincia de Valladolid och regionen Kastilien och Leon, i den norra delen av landet, 220 km nordväst om huvudstaden Madrid. Valdunquillo ligger 739 meter över havet och antalet invånare är 204.
Terrängen runt Valdunquillo är platt. Runt Valdunquillo är det mycket glesbefolkat, med 6 invånare per kvadratkilometer. Närmaste större samhälle är Villanueva del Campo, 10,0 km sydväst om Valdunquillo. Trakten runt Valdunquillo består till största delen av jordbruksmark.